# Guerres otomanosèrbies
Aquests conflictes–d'Otomana serbis inclouen aquells de Sèrbia medieval contra l'Imperi d'Otomana, fins que Primera Guerra Mundial (Turquia moderna).

## Edats de mig
- Batalla de Demotika en octubre 1352
- Batalla de Sırp Sındığı en 1364

Caiguda de l'Imperi serbi
- Batalla del riu Maritsa el 26 de setembre de 1371
- Batalla de Dubravnica en 1381
- Batalla de Pločnik en 1386
- Batalla de Savra en 1385
- Batalla de Kosovo Polje en 1389

Despotat de Sèrbia
- Batalla de Tripolje en 1402
- Setge de Novo Brdo en 1412
- Invasió d'otomana de Sèrbia en 1425
- Invasió d'otomana de Sèrbia en 1427
- Invasió d'otomana de Sèrbia en 1437
- Invasió d'otomana de Sèrbia en 1438
- Invasió d'otomana de Sèrbia (1439–44)
- Croada de Varna
  - Batalla de Nish (1443)
  - Batalla de Zlatitsa en 1443
  - Batalla de Kunovica en 1444
- Invasió d'otomana de Sèrbia (1454–55)
  - Batalla de Kruševac en 1454
  - Batalla de Leskovac en 1454
- Invasió d'otomana de Sèrbia en 1456
  - Setge de Belgrad en 1456
  - Setge de Smederevo en 1456
- Invasió d'otomana i conquesta de Sèrbia en 1459
- Invasió d'otomana i conquesta de Bòsnia en 1463
  - Setge de Jajce en 1463, Duchy de St. Sava

en 1471, el Despotat de Sèrbia va ser renovat en exili com a vassall dins de l'Imperi Austrohongarès fins a mitjans del segle xvi.
- Batalla de Breadfield en 1479
- Conquesta d'otomana de Zeta en 1499

## Període otomà
- Llarga Guerra Turca (1593–1606)
  - Alçament de Banat (1594)
  - Revolta sèrbia de 1596-1597
- Gran Guerra Turca (1683–99)
- Kočina Krajina Serb Rebel·lió (1788)

## Revolució sèrbia
Primera Revolta sèrbia
- Batalla de Drlupa
- Batalla de Svileuva
- Batalla de Adakale
- Batalla de Jagodina
- Batalla de Ivankovac (18 August 1805)
- Batalla de Rudnik
- Batalla de Vrbica
- Batalla de Mišar (12–15 August 1806)
- Batalla de Deligrad (desembre 1806)
- Setge de Belgrad (1806)
- Liberation De Belgrad (1807)
- Batalles de Malajnica i Štubik
- Batalla de Čegar (15 April – 31 maig 1809)
- Batalla de Jasika
- Batalla de Prahovo
- Batalla en la Drina (1810)
- Batalla de Varvarin
- Batalla de Tičar
- Batalla de Loznica
- Batalla de Mačva
- Batalla de Ravnje
- Va tenirži Prodan és Repugna

Segona Revolta sèrbia
- Batalla de Ljubić
- Batalla de Čunčak
- Batalla de Palez
- Batalla de Požarevac
- Batalla de Dublje

## Seglexix
- Hercegovina Revolta (1852–62)
- Hercegovina Revolta (1875–77)
- Serbi-Guerres turques (1876–1878)
  - Batalla de Izvor
  - Batalla de Šumatovac
  - Batalla de Veliki Šiljegovac
  - Batalla de Krevet
  - Batalla de Đunis
  - Batalla de Javor
  - Setge de Pirot
  - Setge de Niš
  - Batalla de Samokovo

## Era moderna
- Primera Guerra balcànica (1912–1913)
  - Batalla de Kumanovo
  - Batalla de Prilep
  - Batalla de Bitola
  - Setge de Adrianople
  - Setge de Scutari
- Primera Guerra Mundial (1914–1918)